# Sesecapan
Sesecapan är en ort i Mexiko.   Den ligger i kommunen Santiago Tuxtla och delstaten Veracruz, i den sydöstra delen av landet, 400 km öster om huvudstaden Mexico City. Sesecapan ligger 111 meter över havet och antalet invånare är 550.
Terrängen runt Sesecapan är platt åt sydväst, men åt nordost är den kuperad. Runt Sesecapan är det ganska tätbefolkat, med 111 invånare per kvadratkilometer. Närmaste större samhälle är San Andres Tuxtla, 9,9 km öster om Sesecapan. Omgivningarna runt Sesecapan är en mosaik av jordbruksmark och naturlig växtlighet.